# Ursus thibetanus japonicus
Ursus thibetanus japonicus és una subespècie de l'os del Tibet (Ursus thibetanus).

## Descripció
- És una mica més petit que les altres subespècies: fa entre 43 i 60 polzades de llargària i pesa 130-260 lliures, essent les femelles un 75% de la grandària dels mascles.[2]

## Reproducció
Les femelles assoleixen la maduresa sexual als 3-4 anys i la temporada de cria s'esdevé des de finals del maig fins a principis de l'agost. El període de gestació és de 6-7 mesos. No obstant això, la implantació dels òvuls fecundats es demora de 4 a 5 mesos per tal de donar temps suficient a la mare per acumular reserves de greix per a ella i els cadells durant la hibernació. El naixement (un mascle i una femella) es produeix al cau durant el període d'hibernació a mitjans o finals del febrer. Els cadells eixen del cau a l'abril o el maig amb un pes de 9 kg. Hibernaran amb sa mare de nou al proper hivern però se separaran a l'estiu següent.

## Alimentació
Menja principalment matèria vegetal durant tot l'any. Depenent de l'època, la seva dieta consisteix en glans (el seu aliment principal de cara a la tardor, ja que li proporcionen suficients greixos abans d'entrar en hibernació), nous de roure, fages, brots verds, cireres, formigues i d'altres insectes. També menja petits animals, com ara granotes, sargantanes, crancs i carronya. No obstant això, poques vegades caça animals i es nodreix principalment de vegetació.

## Distribució geogràfica
Es troba a l'est de l'illa de Honshu (el Japó).

## Costums
- Hiberna a les zones muntanyenques, on hi ha neu a terra la major part de l'hivern (la neu els ajuda a conservar la calor, ja que actua com una flassada aïllant sobre els seus caus). Saben enfilar-se molt bé als arbres i hi construeixen com una mena de nius per poder-hi menjar, descansar o, simplement, dormir. També els fan en pendents costeruts, forats d'arbres, a sota de grans roques o a terra.
- És nocturn perquè, hom sospita, tendeix a evitar els humans.[2]

## Estat de conservació
Es va extingir de Kyushu durant la dècada de 1950 i es considera extingit també a Shikoku. Només n'hi ha a l'est de Honshu on manté una població estable, tot i que han de fer front a una pertorbació contínua dels humans. Gran part del seu hàbitat original es va perdre a causa de l'establiment de plantacions d'arbres per a fusta a la dècada de 1940 quan el Japó necessitava aquest recurs durant la Segona Guerra Mundial. Aquesta activitat, més la desforestació subsegüent, força els ossos a penetrar en zones agrícoles i urbanes, la qual cosa serveix de pretext per a matar-los. A més, els caçadors estan autoritzats a quedar-se amb els ossos que maten i a vendre'n determinades parts. Hom creu que només queden 10.000 exemplars d'aquesta subespècie al Japó.